# 10102 Digerhuvud
10102 Digerhuvud (1992 DA6) là một tiểu hành tinh vành đai chính được phát hiện ngày 29 tháng 2 năm 1992 ở Đài thiên văn Nam Âu. Nó được đặt theo tên Digerhuvud, a place ở Gotland that is known for its numerous sea stacks.